# Toni Elster

Toni Elster (Urheber und Datum unklar)

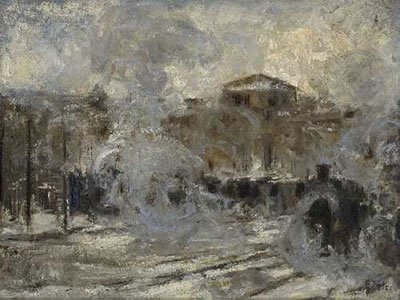
Bahnhof München (ohne Datum)

Toni Elster, eigentlich Meta Antonie Elster, (* 5. Oktober 1861 in Bremen; † 15. Dezember 1948 in München) war eine deutsche Malerin.

## Leben
Toni Elster stammte aus einer Bremer Kaufmannsfamilie. Viele Reisen nach Frankreich, Italien, Spanien und in die Schweiz prägten sie und ihre Liebe zur Natur. Sie hatte einen konsequenten, aber für damalige Verhältnisse eher ungewöhnlichen Ausbildungsweg. Sie entschied sich erst mit 36 Jahren auf dem Krankenbett, Malerin zu werden. Nach ihrer Genesung zog Elster 1897 nach München. Sie beschäftigte sich dort zunächst hauptsächlich mit dem Aquarellieren. Danach machte sie eine Reise nach Schottland, um dort bei dem damals sehr geschätzten Aquarellisten John Terris Landschaftsstudien zu betreiben. 1897, nach München zurückgekehrt, nahm sie Unterricht bei dem Landschaftsmaler Professor Fritz Baer, dem Mitbegründer der Künstlervereinigung Luitpoldgruppe in der sie 1904 Mitglied wurde. In dieser Zeit und auf ihren Studienreisen entstanden Radierungen, Lithografien und Gemälde, hauptsächlich Landschaften in unterschiedlichen Tagesstimmungen. Sie begann ein Leben zwischen ihren Ateliers in München und Bremen zu führen, im Sommer in München und im Winter in Bremen. Bevor sie ihre Sommerreise nach München antrat, besuchte Elster regelmäßig ihre Künstlerfreundin Marie Stumpe in der Künstlerkolonie Dötlingen. Gemeinsam suchten beide in Dötlingen nach Landschaftsmotiven, die dann in Skizzen festgehalten wurden.

## Künstlerische Arbeit
Kühnheit, Heftigkeit und Pinselduktus, der Umgang mit der Farbe als Lichterscheinung können u. a. an John Constable denken lassen. Insbesondere in ihren Hafenbildern wird aber Elsters sehr eigener Stil deutlich. Ausschnitt und Flächenaufteilung, der häufig „leere“ Vordergrund, der sich manchmal bis weit in die Mitte hineinzieht, wecken Assoziationen zur Fotografie und zum japanischen Holzschnitt, ebenso wie die oft überdeutliche Betonung der Umrisse durch eine schwarze Kontur. Diese enorme grafische Kraft kommt in ihren Kohlezeichnungen noch stärker zum Ausdruck. Zusätzliche Spannung entsteht zwischen dem linearen Raster, dass sie über die Motive legt und dem Eindruck des eher impressionistisch-flutenden Lichts. Andere Gemälde, wie z. B. „Der Sommertag“, erinnern in ihrer Reduktion und Heftigkeit eher an Vincent van Gogh als an John Constable.

## Ausstellungen
Schon 1900 stellte sie im Münchener Glaspalast aus. Sie wurde Mitglied der Luitpoldgruppe (ab 1904) und beteiligte sich in diesem Zusammenhang nahezu jährlich an Ausstellungen in Berlin (1909), München, Düsseldorf (1907, 1911), Hannover (1913), Hamburg und Bremerhaven. Ihr Debüt in Bremen hatte sie 1922 mit dem Nordwestdeutschen Künstlerbund. Anlässlich der spektakulären Ausstellung in der Bremer Kunsthalle 1924 waren die Bremer so begeistert von Toni Elster, dass nahezu alle 22 gezeigten Werke verkauft wurden. Die letzte Würdigung zu Lebzeiten erfuhr sie 1941 aus Anlass ihres 80. Geburtstages im Graphischen Kabinett, wo sie regelmäßig vertreten war. Danach vergingen ganze 50 Jahre, ehe das Werk der 1948 verstorbenen Malerin durch die Präsentation der Overbeck Stiftung 1992 wieder ins Bewusstsein der Öffentlichkeit rückte.

## Presse
„Man sagt, Fräulein Elster sei eine ältere Dame. Wenn das wahr ist, wie war es denn möglich, dass so viel Können so lange verborgen blieb?“ Als Elster 1924 gemeinsam mit Margarethe von Reinken an einer Kollektivausstellung in der Bremer Kunsthalle teilnimmt, zeigt sich die Presse sichtlich überrascht. Man bewundert die „restlose Beherrschung des Handwerklichen“ und sieht in ihren Exponaten „Meisterstücke einer Impression, die über alle Mittel verfügt und dabei doch jene Sparsamkeit zu wahren weiß, die nur überlegte Sicherheit sich erlauben darf ... Am freiesten gibt sich Frl. Elster in ihren Hafenmotiven...“. Nicht minder begeistert klingt es in dem gesonderten Beitrag, den Rudolf Alexander Schröder, Architekt, Künstler und Kunstkritiker, anlässlich der Ausstellung 1924 der 63-jährigen Malerin widmet. Er bescheinigt ihr eine an „John Constable (1776–1837) gemahnende Kühnheit“ und eine „Technik, die das Virtuose streift, ohne je ins bloß Virtuose zu verfallen“; außerdem sieht er in der „wohlberechnenden“ Strichführung und der sparsamen und klugen „Ökonomie ihres Handwerks“ Fähigkeiten „von einer durchaus männlichen Dichte und Ausgeglichenheit“. Er vergleicht sie aber „nur“ mit Paula Modersohn-Becker, Anna Plate und Clara Rilke-Westhoff und nicht mit weiteren männlichen Künstlerkollegen. Damit weist er sie – aus damaliger Sicht – wieder auf jenen Platz zurück, der Frauen-Künstlern nun einmal zustand, ein Platz in der zweiten Reihe.

## Werk
Ihr Werk, zu dem auch großformatige Leinwandbilder zählen, ist heute zum überwiegenden Teil verstreut in Privatbesitz und als solches bis auf wenige Arbeiten nicht bekannt. Einige Bilder befinden sich in Sammlungen der Bremer Kunsthalle, im Focke-Museum, in der Kommunalen Galerie und im graphischen Kabinett. Darüber hinaus bewahrt das Landesmuseum Oldenburg mit „Kutter im Hafen“ und „Moorlandschaft (Schneeschmelze)“ zwei für Toni Elster charakteristische Gemälde, die das außerordentliche Talent der Malerin exemplarisch vor Augen führen und die erwähnten Kommentare der Rezensenten bis hin zu Rudolf Alexander Schröders Fazit trefflich bestätigen: „Worpswede in allen Ehren, aber unseren Winter und unser eigentliches Wasser, d. h. die Weser und ihre beiden Ufer und Häfen, hat noch niemand so gemalt wie Toni Elster.“ Während die Moorlandschaft zu erkennen gibt, dass sehr wohl auch die landschaftliche Umgebung von Bremen, die Szene der Worpsweder, willkommenes Motiv sein konnte, zeigt sich mit dem Kutter im Hafen, ein für Toni Elsters Themenwahl und Bildaufbau typisches Gemälde. Dass die Malerin überhaupt den Hafen als Thema für sich entdeckte, ist erstaunlich. Für eine Frau mit dem gesellschaftlichen Hintergrund von Toni Elster war es damals natürlich verpönt, mit der Studienmappe allein im Bremer Hafenviertel unterwegs zu sein. Offensichtlich aber überwog bei Toni Elster das Interesse an der vielfältigen maritimen Welt die Skrupel gegenüber der Konvention. Zeugnisse ihrer Streifzüge entlang von Packhäusern, Schuppen und Frachtschiffen sind flott und sicher konturierte Kohlezeichnungen, die das künstlerische Temperament besonders gut zum Ausdruck bringen. Sie künden von einer enormen grafischen Kraft, die schließlich bis in die Gemälde wirkt, wo sie mit dunklen Konturen die an sich impressionistisch bestimmte Malweise begleitet.